# 月神
月神是代表月亮或將月亮人格化的神。月神的傳說流傳於世界上許多古老民族之中。

## 中國的月神
古人早有崇拜天體的觀念。崇拜月亮，在世界各國中是普遍的現象，在中國也由來以久。
源於原始信仰中的天體崇拜，古人對月亮的盈缺抱有很大的神祕感。在古代的漫漫長夜中，月亮給人帶來了光明。夜空中最明顯的自然是月亮，所以月亮又稱為「大明」，並常與太陰並稱。在中國漢字中，「明」是個會意字，即「日月為明」。
中國月亮神話中，最有名的算是「嫦娥奔月」。从地球觀看到月球上的不規則黑斑，被中国古人想像為蛤蟆、兔子、桂樹。兔子在人們心目中，是一個可愛、和善的小動物，還有「白兔搗藥」的說法，藉月兔宣揚長生不老。古代印度也認為月中有兔，並被佛教所吸收利用。
月神可算是中國民間最流行的神明之一，其有許多稱呼，有時是「太陰星君」、「月姑」、「月宮娘娘」、「月娘」等。

### 拜月習俗
民間傳說月神常殤化為月華，降到人間，遇之者拜求福祿即得。俗語說「花前月下」，月亮似乎總是與浪漫的情感與愛情有關。在古代中國，有在月下盟誓定情，拜禱月神的習俗，許多情侶熱戀時會在月下盟定終身，拜禱月神，對月神發誓，「儘管月移星轉，此情永世不變」。相思的戀人會請月神來睹誓或鑒察評理。有些失散的戀人，亦會拜求月神祈求團圓。但更常見的習俗，是向月神祈求姻緣美滿。受到唐朝傳奇影響，許多地方也有戀愛之神月下老人的傳說。
有趣的是，中國許多少數民族也盛行拜月風俗，其中不少也與愛戀有關。如苗族的「跳月」，每逢中秋之月，明亮的月光照遍山寨，村民們閤家團聚後，都要到山林空地上，載歌載舞，舉行「跳月」活動。青年男女在「跳月」中，相互尋找心上人，傾吐愛慕之意，永結百年之好。
古樸的拜月習俗，包含著純真的審美情趣。有些地區還盛行「偷月亮菜」的習俗。中秋之夜，姑娘們選好至己心上人家的菜園子，去採摘瓜菜，「偷」得別人家的菜或蔥，暗示著即將遇到如意郎君。所以流傳著「偷著蔥，嫁好郎；偷著菜，嫁好婿」的文諺。如果能摘到一個並蒂的瓜果，姑娘們就會大喜過望，認為這是暗示著將來小倆口的愛情生活幸福。姑娘公開去「偷」，「偷」完還有意高聲叫喊：「你的瓜菜我扯走了，你到我家去吃油菜吧！」以此借助月宮娘娘來牽紅線。

### 月神和文學
- 《拜月亭》

全稱《閨怨佳人拜月亭》，出自元代著名雜劇大家關漢卿之手。劇中尚書之女王瑞蘭與書生蔣世隆在兵亂中邂逅相遇，二人患難中產生愛情，結為夫妻。後王蔣二人被王尚書強行拆散。夜間，瑞蘭在庭中拜月，祈求月神保祐自己與丈夫蔣世隆重新團聚。最後二人終於團圓。
- 《西廂記》

崔鶯鶯虔誠地對月神訴說希望遇上意中人的衷腸。
- 《桂枝兒》

出自明代，寫少女戀愛時忐忑不安的心情：「悶來時獨自在月光下，想我親親想我的冤家。月光菩薩，你與我鑒察：我待他的真情，我待他的真情。哥！他待我是假！」 亦有唱作之品《月》：「悶懨懨獨坐葡萄架下，猛抬頭見一個月光菩薩。菩薩你有靈有聖，與我說句知心話。月光華菩薩，你與我去照察他，我待他是真心，菩薩，他倒待我是假。」
- 《續金瓶梅》

清初丁耀亢所著。第十八回中，一對痴男怨女鄭玉卿和銀瓶再私嘗禁果後，邊雙雙對著月神賭誓永不變心：玉卿、銀瓶於是推開樓窗，雙雙跪倒說道：「我倆人有一人負心的，就死於千刀萬劍下。」這些是當時世俗戀情生活的真實寫照，可見月神在他們心目中地位的重要。

## 月神列表
本表列出世界各地的神話中，代表或和月球有關的男神或女神。

### 男神
| 所屬神話           | 名稱                              | 備註 |
| ------------------ | --------------------------------- | --- |
| 阿拉伯神話         | Ta'lab                            | |
| 阿拉伯神話         | Wadd                              | |
| 澳大利亞原住民神話 | Ngalindi                          | Yolngu族傳說中描寫Ngalindi外表十分俊美，但會因為懶散而逐漸變胖(滿月)。這時他的妻子太陽女神Walu就會拿著斧頭劈砍他，Ngalindi雖然會躲到大樹上躲藏但終難逃一死，而在死亡3日後會再度復活。不過Kuwema族則傳說他並非懶散而變胖，乃是因為吞食違反部落法律的罪人靈魂。 |
| 迦南神話           | Yarikh                            | 腓尼基神話，傳說中他帶來露水，古城杰里科之城名便是以他命名。 |
| 凱爾特神話         | Elatha                            | 愛爾蘭神話。 |
| 中國神話           | 東君                              | 楚國神話中的神，可能是月神也可能是太陽神。 |
| 古埃及神話         | 荷魯斯                            | 他的左眼曾被認為是月球，因此也被視作月神，不過後來被孔斯取代掉。 |
| 古埃及神話         | 孔斯                              | 傳說中因為輸了賭博，除了滿月之日以外無法展現全部的光芒。 |
| 古埃及神話         | Iah                               | 名字本身即為月球之意。 |
| 古埃及神話         | 托特                              | 同時也是知識及智慧之神。 |
| 埃蘭神話           | Napir                             | 早期埃蘭國王稱號為Indattu-Napir，即在Napir的榮耀中之意。 |
| 印加神話           | Coniraya                          | |
| 印度教             | 旃陀羅（蘇摩）                    | 印度教認為月球是眾神的酒杯，因此同時也是酒神。 |
| 因紐特神話         | Alignak                           | 同時也是天氣、潮汐、日食、地震以及水神。 |
| 因紐特神話         | Igaluk                            | 格陵蘭島的名稱為Aningan。 |
| 因紐特神話         | Tarqiup Inua                      | 同時也是豐饒神。 |
| 日本神話           | 月讀尊                            | 同時也是夜神。 |
| 瑪雅神話           | Ixbaranque                        | 雙胞胎英雄之一，離開冥界Xibalba爬回地上後並沒有停止；而是持續的爬至天空變成了月球，他的兄弟Hunahpu則變成了太陽。 |
| 新幾內亞神話       | Papare                            | |
| 北歐神話           | 瑪尼                              | 於諸神的黃昏時會被哈提吞食。 |
| 美洲原住民神話     | Ari                               | Tupi族神話。 |
| 玻里尼西亞神話     | Avatea                            | 庫克群島神話，同時也是眾神之父及所有男人的祖先。 |
| 玻里尼西亞神話     | Marama                            | 庫克群島神話，光明女神Ina的丈夫。 |
| 臺灣原住民神話     | 馬勒雅普(Marejap/Ci mafolda/Mama) | 阿美族神話，原始月亮，原始太陽馬斯汪的丈夫。 |
| 臺灣原住民神話     | 阿納費耀(Anavejau/Ci lofolad)     | 阿美族神話，月亮父神。 |
| 臺灣原住民神話     | 馬拉道（Malataw）                 | 阿美族神話，部分地區視為太陽神。 |
| 摩尼教             | 夷數                              | 光明、救世和月宮之神，其光明殿位於月宮內。 |

### 女神
| 所屬神話       | 名稱             | 備註                                                                                      |
| -------------- | ---------------- | ----------------------------------------------------------------------------------------- |
| 非洲神話       | Gleti            | 达荷美人神話，是所有星星的母親。                                                          |
| 非洲神話       | Mawu             | 达荷美人神話，同時也是創造及太陽女神。                                                    |
| 阿茲特克神話   | Coyolxauhqui     |                                                                                           |
| 巴斯克神話     | Ilargi           |                                                                                           |
| 迦南神話       | Nikkal           | 腓尼基神話，同時也是農業女神，這是因為她的名字有偉大的女性以及豐饒之意。                  |
| 中國神話       | 太陰星君         | 道教月神。                                                                                |
| 中國神話       | 嫦娥             | 原為姮娥，後避諱劉恆之名而改。                                                            |
| 中國神話       | 常羲             | 帝俊的妻子，一年十二個月的母親。                                                          |
| 中國神話       | 望舒             | 楚國神話                                                                                  |
| 中國神話       | 孅阿             | 又名「纤阿」。                                                                            |
| 哥倫比亞神話   | Chia             |                                                                                           |
| 古埃及神話     | 哈索爾           | 同時也是愛、富裕、舞蹈以及音樂女神。                                                      |
| 伊特魯里亞神話 | Losna            | 同時也是海洋和潮汐女神。                                                                  |
| 芬蘭神話       | Kuu              | 從她膝蓋上掉落的鳥蛋形成了宇宙。                                                          |
| 希臘神話       | Achelois         |                                                                                           |
| 希臘神話       | 阿耳忒彌斯       | 奧林匹斯十二主神及三大處女神之一，同時也是狩獵神。                                        |
| 希臘神話       | 赫卡忒           | 女泰坦之一，象徵黑月之夜，同時也是死神。                                                  |
| 希臘神話       | 福柏             | 女泰坦之一，土衛九的國際名稱。                                                            |
| 希臘神話       | 塞勒涅           | 前任月之女神。                                                                            |
| 印加神話       | Ka-Ata-Killa     |                                                                                           |
| 印加神話       | Mama Quilla      |                                                                                           |
| 印度教         | Anumati          | 同時也是財富、智慧、靈性以及兒童的守護女神。                                              |
| 印尼神話       | Dewi Shri        | 同時也是冥界女神。                                                                        |
| 韓國神話       | Dae-Soon         |                                                                                           |
| 拉脫維亞神話   | Meness           |                                                                                           |
| 瑪雅神話       | Ix Chel          | 名字有彩虹的貴婦人之意，太陽神Kinich Ahau的妻子，同時也是彩虹、洪水、生產與破壞女神。     |
| 美洲原住民神話 | Menily           | Cahuilla族神話。                                                                          |
| 美洲原住民神話 | Huitaca          | Chibcha族神話。                                                                           |
| 美洲原住民神話 | Yoolgai Asdza´a´ | 納瓦霍族神話。                                                                            |
| 美洲原住民神話 | Pah              | Pawnee族神話。                                                                            |
| 美洲原住民神話 | Jaci             | Tupi族神話。                                                                              |
| 菲律賓神話     | Mayari           | 由於在和她的弟弟太陽神Apolaki相爭地球的統治權時失去了一隻眼睛，因此月球的亮度比太陽黯淡。 |
| 玻里尼西亞神話 | Hina             |                                                                                           |
| 玻里尼西亞神話 | Lona             | 傳說下嫁給一個凡人Aikanaka，直到他自然老死。                                              |
| 玻里尼西亞神話 | Mahina           | 夏威夷語中即為月球之意。                                                                  |
| 羅馬神話       | Ataegina         | 琉息太尼亞行省的地方神。                                                                  |
| 羅馬神話       | 黛安娜           | 相等於希臘神話的阿耳忒彌斯，第78號小行星月神星的國際名稱。                                |
| 羅馬神話       | 露娜             | 相等於希臘神話的塞勒涅，許多歐洲語言的月球一字都是由她的名字而來。                        |
| 臺灣原住民神話 | 都映(Buong)      | 阿美族神話，月圓女神，月相神之一，通常與生育女神茹妮(Dongi)視為一體。                     |